# Heinrich von Steinaecker

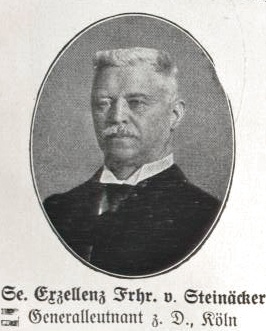
Heinrich Freiherr von Steinaecker

Heinrich Freiherr von Steinaecker, öfter auch Steinäcker (* 29. Dezember 1850 in Bernkastel; † 4. August 1926 in Boppard) war ein preußischer Generalleutnant und Mitglied des Preußischen Abgeordnetenhauses (Zentrum).

## Leben
Er entstammte dem alten Adelsgeschlecht der Freiherrn von Steinaecker und war der Sohn des preußischen Landrates Franz Ludwig von Steinaecker sowie dessen Gemahlin Mathilde Euler, Tochter des bischöflich trierischen Justizrates Mathias Joseph Euler.
Der Junge wurde von der Mutter aufgezogen, da der Vater schon frühzeitig starb. Steinaecker besuchte das Gymnasium in Trier, dann die Kriegsschule Kassel und diente von 1868 bis 1912 als Offizier in der Preußischen Armee, wobei er 1870/71 auch am Krieg gegen Frankreich teilnahm. Er war zuletzt als Generalleutnant Kommandant von Posen.
Steinaecker gehörte der Deutschen Zentrumspartei an und vertrat sie 1912 bis 1918, als Abgeordneter für den Wahlkreis Trier Stadt und Land, im Preußischen Landtag. Er war auch Mitglied des Preußischen Herrenhauses.
1913 trat er als Redner auf dem Deutschen Katholikentag in Metz auf und ist deshalb mit einem Porträt in der offiziellen Festschrift verewigt. Seit 1913 war er Ehrenmitglied der katholischen Studentenverbindung KDStV Ripuaria Bonn im CV.
Steinaecker verfasste eine Anzahl militärhistorischer Bücher, u. a. Kampf und Sieg vor hundert Jahren. Darstellung der Befreiungskriege 1813/15 und seine mehrbändigen Erinnerungen an den deutsch-französischen Krieg 1870–1871.
Seit 1875 war er verheiratet mit Karola Mayer-Fitzroy aus Bonn, einer Enkelin des Mediziners August Franz Josef Karl Mayer (1787–1865) und dessen Gattin Marie Warren von Fitzroy.